# エルズルム県
エルズルム県（エルズルムけん、トルコ語: Erzurum ili、クルド語: Parezgêha Erzîromê）は、トルコ、東アナトリア地方の県。県都のエルズルム大都市自治体とは同一の範囲である。非常に多くの県と接しており、北から時計回りにリゼ、アルトヴィン、アルダハン、東にカルス、アール、南にムシュ、ビンギョル、西にエルズィンジャン、バイブルトと接している。

## 下位行政区
エルズルム県には20の下位行政区がある。
- アシュカレ（Aşkale）
- アズィズィイェ（Aziziye）
- チャト（Çat）
- フヌス（Hınıs）
- ホラサン（Horasan）
- イスピル（İspir）
- カラチョバン（Karaçoban）
- カラヤズ（Karayazı）
- キョプリュキョイ（Köprüköy）
- ナルマン（Narman）
- オルトゥ（Oltu）
- オルル（Olur）
- パランデケン（Palandöken）
- パスィンレル（Pasinler）
- パザルヨル（Pazaryolu）
- シェンカヤ（Şenkaya）
- テクマン（Tekman）
- トルトゥム（Tortum）
- ウズンデレ（Uzundere）
- ヤクティイェ（Yakutiye）

## 地理
エルズルムはトルコで4番目に大きい。さらに標高が高く、多くの高原では標高が2000mを超え、山岳地帯では3000mを超える場所も有る。山岳地帯と高原の間にくぼみが有る。南方山岳地帯はパランドケン山脈　シャハーヴェルト山脈などがある。北部山脈は北アナトリア山脈の中でも有数の高度をもっており、Mescit山脈、Kargapazarı山脈、Allahuekber山脈などが並ぶ。
二つの盆地がこれらの山脈の間にあり、エルズルム盆地、ハサンカレ盆地と呼ばれる
長く厳しい冬と、短く気候の良い夏が繰り返す。最低気温は-8.6℃であり、最高温度は19.6℃である。平均年間降水量は453mmであり、雪が50日程降り、114日に渡って積もり続ける。
この地域はおおむねステップ気候であり、県域の60%程度が肥沃な土地に覆われている。森林は大きくなく、ヨーロッパアカマツと楢におおわれている。
東部はアラス川、西部はカラス川、北部はÇoruh川のそれぞれの流域である。
多くの天然湖があり、有名なものはトルトゥン湖でありウズンデレ滝に水を供給している。水力発電所が1963年にトルトゥン湖の流れ込む位置に建設されている。この県には人口湖が3つある。

## 歴史
この県にはヒッタイト時代からの居住が見受けられる。1915年のアルメニア人虐殺までこの町はアルメニアの歴史的地域区分が含まれ、アルメニア人共同体の支配が見受けられる。県域の多くは4世紀ローマ時代のエルゼンに編入されていた。
ビザンチン帝国は国境近くに町を作り、テオドシオポリスと名づけた。アナトリア半島の交易の交差地点であり、ペルシャの重要な中心地であり、しばしばビザンチン帝国に攻撃された。10世紀頃はアルメニア王国のTayk県の一部であった。1049年にはセルジューク朝の破壊と略奪によって危機に瀕し、古都エルゼンは支配された。しかしテオドシオポリスはこの侵略でも生き残った。
1201年までテオドシオポリスはセルジューク朝やグルジア人による多くの戦役や攻撃から守られたが、1201年にはセルジューク朝に征服される。この後、1242年にはモンゴルに包囲され、破壊と略奪を受けた。14世紀初期にはセルジューク朝に戻り、Ilkhanatesの県の行政区になった。さらにチョバン、黒羊朝、ティムール、白羊朝とめまぐるしく統治者が変わった。1514年最終的にオスマン帝国に統合される。
オスマン朝時代、この地域はオスマン帝国軍の基地として使われていた。1600年代初め、県はイランの脅威や、県知事のAbaza Mehmed Pashaの反乱を受け、イランに扇動され、ジャラリの乱と合わさり、1628年まで続いた。
この後、1829年にはロシア帝国に征服されるが、アドリアノープル条約によってトルコに返還された。ロシアの詩人プーシキンはこの戦闘で、総司令官のイワン・パスビケッチに同伴し、幾つかの政治的なキャンペーンを記している。また、1877年の露土戦争でロシアによって再度攻撃された。
この県は第一次世界大戦のカフカース戦線で、ロシアとオスマン帝国軍の主戦場となり、エルズルムの戦いで、ロシアの司令ニコライ・ニコラエビッチ大公によって1916年2月16日に占領された。その後すぐにブレスト＝リトフスク条約によってオスマン帝国に返還された。エルズルムはトルコ独立戦争でも基地になり、1924年に県となった。
1993年にエルズルム市が大都市自治体に指定され、2012年の行政区域改編により指定範囲は全県に拡大した。

## 経済
土地のおよそ18.5%は耕地であり、75%は永続的に作物を生産している。主生産物は穀物。土地面積の8.8%は森林であり、林業も栄えている。おもな生産業としては林業、農業、化学工業、繊維産業、軽工業などが挙げられる。
この県には81の中小企業の工場があり、多くはエルズルムの中心部に位置している。しかし、これらの多くは中小企業であるために、これらの生産工業は市場に求められる必要量も少なく、生産力が低く、雇用数も多くない。現在、40あまりの工場が操業コスト高で、停止している。
牧草地も広く、牧畜にも向いている。しかし、1980年代の輸入規制緩和によって牧畜は廃れた。精肉加工業の大規模な工業団地がこの分野を復興させるのではないかと期待されている。その他の食品産業には養蜂、鱒の養殖などがある。
地下資源として、銅、クロム、鉛、亜鉛などの鉱物が採掘されるが、残量が少なく、もうすぐ枯渇するのではと考えられている。また、多くの褐炭が埋蔵されると考えられているが、硫黄と灰成分が多く工業用にのみ使われている。また、マグネサイト、耐火粘土、石膏、マンガン、珪藻土、大理石、岩塩、真珠岩なども少ないが採掘されている。
地熱はあるが、これは地熱利用には向いておらず、温泉として利用されている。
GDPは1997年統計、米ドル換算で1160億ドルであり、トルコの1%程度、40位である。
交通は舗装されていない高速道路がある。東アナトリア地域最大の空港であるエルズルム国際空港はそのリソースの多くをトルコ空軍が使用している。この空港の滑走路はトルコ第二の長さである。
近年、最大の経済活動は大学になってきている。アタテュルク大学は256,745人の学生を抱えている。観光も産業としてあげることができる。観光客はスキー、カヌー、登山などを楽しむ。